# Colli Etruschi Viterbesi Grechetto bianco
Il Colli Etruschi Viterbesi Grechetto bianco è un vino DOC la cui produzione è consentita nella provincia di Viterbo.

## Caratteristiche organolettiche
- colore: giallo paglierino più o meno intenso fino a dorato
- odore: leggermente vinoso, delicato, caratteristico
- sapore: secco, vellutato, fruttato, caratteristico, talvolta con retrogusto leggermente amarognolo

## Produzione
Provincia, stagione, volume in ettolitri
- nessun dato disponibile